# Меркурьев, Василий Васильевич
Васи́лий Васи́льевич Мерку́рьев (24 марта (6 апреля) 1904, Остров, Российская империя — 12 мая 1978, Ленинград, СССР) — советский актёр театра и кино, театральный режиссёр, педагог; народный артист СССР (1960). Лауреат трёх Сталинских премий II степени (1947, 1949, 1952) и Государственной премии РСФСР им. К. С. Станиславского (1979, посмертно), кавалер ордена Ленина (1974).

## Биография

### Ранние годы
Родился в Острове Псковской губернии Российской империи в смешанной русско-немецкой семье Василия Ильича Меркурьева, торговавшего дёгтем и снетком, и Анны Ивановны Гроссен, уроженки Швейцарии: когда мать была ещё совсем молодой девушкой, её привёз в Россию местный помещик Нехлюдов, у которого она служила экономкой.
В семье было семь сыновей и одна дочь. По воспоминаниям актёра, отец прекрасно пел, и любовь к пению, к музыке унаследовали все его дети. Сам Меркурьев в детстве пел в церковном хоре.
В 1912—1916 годах учился в церковно-приходском училище, в 1917—1920 годах — в школе «второй ступени».
Театральную деятельность начал в 1920 году в островском театре в качестве артиста и помощника режиссёра. В 1922 году работал управляющим в театре Новоржева. В 1923 году был направлен на обучение в Ленинград в Институт сценических искусств по комсомольской путёвке.

### Театр
Был учеником Леонида Вивьена, с которым работал всю жизнь. В 1926 году окончил институт и в том же году дебютировал в роли Силы Грознова в комедии «Правда — хорошо, а счастье лучше» на сцене ленинградского Театра стажёров, где играл последующие два года. Роль Грознова он исполнял до 73 лет.
В 1928 году Вивьен и его ученики (среди них Меркурьев, Юрий Толубеев, Михаил Екатерининский) основали Театр актёрского мастерства (ТАМ), который в том или ином виде существовал до 1937 года. Так, в 1931 году на его базе был организован филиал Акдрамы (его называли «Госдрамой-2» по аналогии с «МХАТ 2-й»).
В 1931году Меркурьев с Толубеевым приняли предложение Николая Симонова и примкнули к Самарскому краевому драматическому театру, где отыграли сезон; здесь Меркурьев впервые проявил себя как режиссёр, поставив «Правду Барабошевых» — осовремененный вариант пьесы «Правда — хорошо, а счастье лучше».
В 1933 году Вивьен возглавил ленинградский Театр Красной Армии. Он вновь собрал учеников, включая Меркурьева и Толубеева. В этом составе они играли до 1935 года, затем год театр Вивьена существовал в статусе передвижного, а в 1936 году вошёл в состав Театра имени ЛОСПС (Ленинградского областного совета профессиональных союзов), где Меркурьев играл и ставил спектакли с января по ноябрь 1937 года.
В 1937 году вслед за учителем перешёл в Ленинградский театр драмы имени А. С. Пушкина, где служил до конца жизни. В качестве режиссёра поставил спектакли по пьесам «Мещане», «Три сестры», «Чапаев» и другим.
С началом Великой Отечественной войны в августе 1941 года был эвакуирован в Новосибирск. С 1942 по 1943 год руководил Нарымским окружным театром в Колпашево, с 1943 по 1944 годы был художественным руководителем Новосибирского театра юного зрителя. Осенью 1944 года вернулся в Ленинград.

### Кино
Ещё будучи студентом, исполнил роль участника делегации рабочих к императору в картине Вячеслава Висковского «9 января» (1924) о событиях Кровавого воскресенья, хотя в своих мемуарах Василий Васильевич ошибочно указывал, что картина снималась в 1927 году, когда он уже играл в театре.
Но наибольшую известность он получил после войны благодаря комедийным ролям старшего лейтенанта Тучи в «Небесном тихоходе», академика Нестратова в «Верных друзьях», Мальволио в «Двенадцатой ночи», Лесничего в «Золушке» и других. Военная драма «Летят журавли» (1957), в которой Меркурьев исполнил одну из главных ролей, завоевала «Золотую пальмовую ветвь» на 11-м Каннском кинофестивале.

### Другое
С 1932 года преподавал в Техникуме сценических искусств (впоследствии известный как Ленинградский театральный институт имени А. Н. Островского и ЛГИТМиК), где вместе с женой Ириной Мейерхольд руководил актёрской мастерской в 1932—1941, 1946—1948 и 1960-х годах. Профессор с 1950 года.
Преподавателем сценической речи на его курсе начинала свою педагогическую деятельность Зинаида Савкова. Среди его учеников — Игорь Владимиров, Марина Неёлова, Евгений Леонов-Гладышев. Его выпускники вошли в состав казахского театра в Чимкенте (1939), театра в Выборге (1948) и других. В 1973 году возглавил ингушскую студию при ЛГИТМиК, которая послужила базой для создания Ингушского государственного драматического театра.
Член КПСС с 1948 года.

### Смерть

Могила Меркурьева на Литераторских мостках

Василий Меркурьев скончался 12 мая 1978 года на 75-м году жизни в Ленинграде от приступа уремии в больнице, куда он попал 9 мая, за несколько дней до премьеры спектакля «Рембрандт» Дмитрия Кедрина, где он должен был исполнить роль великого голландского художника, о которой мечтал 15 лет. Похоронен на Волковском кладбище — Литераторских мостках (Актёрская дорожка).

### Семья
Братья и сёстры:
- Леонид (1896—1915), погиб в Первую мировую войну;
- Александр (1898—1942), был директором хлебозавода в Ленинграде, умер во время блокады от голода;
- Евгений (1900 — ?), композитор и дирижёр, после 1917 года уехал с дядей Генрихом Ивановичем Гроссеном (1881—1974) и его семьёй за границу;
- Пётр (1906—1940), в 1939 году репрессирован, умер в тюрьме;
- Владимир, умер в 9 лет;
- сестра (1902 — ?).

Первая жена (фактический брак) — Антонина Павлычева (1900—1977), актриса, заслуженная артистка РСФСР (1957).
- Отец — Василий Ильич Меркурьев (ум. 1968) — торговец дёгтем и снетком[источник не указан 498 дней].
- Мать — Анна Ивановна Гроссен (Меркурьева) (1870-е — 5 марта 1950)— уроженка Швейцарии[источник не указан 498 дней].

Вторая жена — Ирина Мейерхольд (1905—1981), актриса, режиссёр, педагог, дочь Всеволода Мейерхольда. Познакомились в 1934 году в санатории, куда она приехала, чтобы пригласить Меркурьева на роль в фильме «Инженер Гоф».
Некоторое время в семье одновременно жило восемь детей:
- дочери — Анна (род. 1935), Екатерина (род. 1940);
- сын Пётр (1943—2010), впоследствии актёр, музыковед, хормейстер, музыкальный журналист;
- племянники-сироты, дети репрессированного брата Петра Меркурьева — Виталий (1930—2000), Евгений (1936—2007) и Наталья;
- двое приёмных детей, отставших от поезда во время войны; Ирина Мейерхольд подобрала их по пути из эвакуации, и они жили в семье до середины 1947 года, когда Меркурьев рассказал о детях в радиоинтервью, и мать забрала их[16].

## Творчество

### Роли в театре

#### Ленинградский театр стажёров (1926)
- 1926 — «Правда — хорошо, а счастье лучше» А. Н. Островского — Сила Грознов

#### Ленинградский академический театр драмы имени А. С. Пушкина(1937-1977)
- 1937 — «На берегу Невы» К. А. Тренёва — Котов
- 1938 — «Доходное место» А. Н. Островского — Досужев
- 1938 — «Пётр Первый» по А. Н. Толстому — Меншиков
- 1939 — «Маскарад» М. Ю. Лермонтова — Казарин
- 1939 и 1949 — «Полководец Суворов» И. В. Бахтерева и А. В. Разумовского — Прохор Дубасов
- 1939 — «Ленин» А. Я. Каплера и Т. С. Златогоровой — Василий
- 1941 — «Горе от ума» А. С. Грибоедова — Павел Афанасьевич Фамусов
- 1941 — «В степях Украины» А. Е. Корнейчука — председатель колхоза Чеснок
- 1942 — «Князь Мстислав Удалой» И. Л. Прута — Суслов
- 1944 — «Отелло» У. Шекспира — Дож Венеции
- 1946 — «За тех, кто в море» Б. А. Лавренёва — капитан-лейтенант Максимов
- 1947 — «Как закалялась сталь» по роману Н. А. Островского — Жухрай
- 1947 — «Глубокие корний» А. Гоу и Д Юссо — Бретт
- 1948 — «Лес» А. Н. Островского — Восьмибратов
- 1948 — «Крылья» И. Я. Бражнина — Левченко
- 1949 — «Илья Головин» С. В. Михалкова — Илья Головин
- 1950 — «Голос Америки» Б. А. Лавренёва — Макдональд
- 1951 — «Двенадцатая ночь» У. Шекспира — Мальволио
- 1951 — «Незабываемый 1919-й» Вс. В. Вишневского — матрос Шибаев
- 1952 — «Высокая волна» Г. Е. Николаевой и С. А. Радзинского — Василий Кузьмич Бортников
- 1953 — «Северные зори» Н. Н. Никитина — Тихон Нестеров
- 1953 — «Лермонтов» Б. А. Лавренёва — Великий князь Михаил Павлович
- 1954 — «Годы странствий» А. Н. Арбузова — Архипов
- 1956 — «Торговцы славы» М. Паньоля и П. Нивуа — Грандель
- 1956 — «Пучина» А. Н. Островского — Боровцов
- 1957 — «На дне» М. Горького — Лука
- 1957 — «Сонет Петрарки» Н. Ф. Погодина — Павел Михайлович
- 1958 — «Правда хорошо, а счастье лучше» А. Н. Островского — Сила Ерофеевич Грознов[23]
- 1959 — «Сын века» И. П. Куприянова — Прокофьев
- 1959 — «Нарушенный покой» А. Г. Письменного и А. А. Музиля — дед Токмаков
- 1960 — «Весенние скрипки» А. П. Штейна — Варварук
- 1961 — «Потерянный сын» А. Н. Арбузова — Охотников
- 1963 — «Оптимистическая трагедия» В. В. Вишневского — Вожак
- 1963 — «Семья Журбиных» по роману В. А. Кочетову — Матвей Дорофеевич Журбин
- 1963 — «Платон Кречет» А. Е. Корнейчука — Павел Семёнович Берест
- 1964 — «Доброта» («Ночь в Беловодске») Л. А. Обуховой — старый доктор
- 1965 — «Чти отца своего» В. В. Лаврентьева — Трофим Гордеевич Кичигин
- 1966 — «Тяжкое обвинение» Л. Р. Шейнина — секретарь ЦК Сергей Иванович
- 1968 — «Доходное место» А. Н. Островского — Досужев
- 1970 — «Артём» А. А. Хазина — отец Владимир
- 1971 — «Последняя жертва» А. Н. Островского — Флор Федулыч Прибытков
- 1973 — «Горячее сердце» А. Н. Островского — Курослепов
- 1974 — «Похождения Чичикова, или Мёртвые души» по Н. В. Гоголю — Манилов
- 1977 — «Пока бьётся сердце» Д. Я. Храбровицкого — Николай Николаевич Бурцев

### Режиссёрские работы в театре
- «Мещане» М. Горького
- «Три сестры» А. П. Чехова
- «Чапаев» Д. А. Фурманова

### Фильмография
- 1924 — Девятое января — молодой рабочий
- 1935 — Подруги — почтальон
- 1935 — Инженер Гоф — Стась
- 1936 — История одного машиниста — машинист
- 1936 — Леночка и виноград — учитель
- 1936 — Федька — Лука
- 1937 — Возвращение Максима — студент-меньшевик
- 1937 — Тайга золотая — старый золотоискатель
- 1937 — Волочаевские дни — пьяный
- 1938 — Комсомольск — военный представитель на стройке
- 1938 — Профессор Мамлок — Краузе
- 1939 — Гость — Василий Васильевич
- 1939 — Патриот — попутчик в купе спального вагона (в титрах не указан)
- 1939 — Танкисты — начальник штаба фон Гартен
- 1939 — Член правительства — Сташков
- 1939 — Хирургия — Михайло Измученков
- 1940 — Приятели — Лётчик
- 1941 — Песнь о дружбе — тенор
- 1941 — Танкер «Дербент» — боцман Алексей Петрович Догайло
- 1944 — Морской батальон — пленный
- 1945 — Небесный тихоход — старший лейтенант Туча
- 1946 — Глинка — Ульяныч
- 1946 — Сыновья — Карлис
- 1946 — Клятва — генерал Н. Н. Воронов
- 1947 — Золушка — лесничий, отец Золушки
- 1948 — Повесть о настоящем человеке — Степан Иванович
- 1949 — Звезда — старшина Аниканов
- 1949 — Сталинградская битва — генерал Н. Н. Воронов
- 1950 — Донецкие шахтёры — Горовой
- 1951 — Незабываемый 1919 год — Брызгалов
- 1952 — Навстречу жизни — Василий Никанорович
- 1952 — Джамбул — эпизод
- 1953 — Честь товарища — старшина Привалов
- 1954 — Чемпион мира — тренер Фёдор Иванович
- 1954 — Верные друзья — Василий Васильевич Нестратов, академик архитектуры
- 1954 — Мы с вами где-то встречались — Верхотуров
- 1955 — Двенадцатая ночь — Мальволио
- 1955 — Гвоздь программы (короткометражный) — Иван Кузьмич
- 1956 — На подмостках сцены — Лев Гурыч Синичкин
- 1956 — Обыкновенный человек — Ладыгин
- 1957 — Летят журавли — Фёдор Иванович
- 1958 — У тихой пристани — Александр Лукич Пушков
- 1958 — День первый
- 1959 — Люди на мосту — Иван Денисович Булыгин
- 1959 — Горячая душа — Савчук
- 1960 — Повесть пламенных лет — хирург Богдановский
- 1960 — Бессонная ночь — Снегирёв
- 1960 — Серёжа — дядя Костя
- 1961 — Будь счастлива, Ани! / Badi shtastliva, Ani! (Болгария) — Андрей Петрович Снегов
- 1961 — Девчонка, с которой я дружил — дядя Коля
- 1961 — С днём рождения — Громов
- 1962 — Черёмушки — Дребеднёв
- 1963 — Принимаю бой — Сергей Сергеевич
- 1963 — Полустанок — Павел Павлович, академик
- 1963 — Мамочка и два трутня (короткометражный) — посетитель котлетной
- 1965 — Перекличка — Журавлёв
- 1965 — Новогодний календарь (музыкальный фильм)
- 1966 — Не принесёт счастья (короткометражный) — эпизод
- 1967 — Самая высокая…
- 1969 — Дворянское гнездо — Гедеоновский
- 1969 — Экзамен на чин — Ефим Захарович
- 1969 — На каждом километре
- 1970 — Поздний ребёнок — Василий Иванович Нечаев
- 1970 — Семь невест ефрейтора Збруева — Василий Васильевич Лукьянов
- 1971 — Прощание с Петербургом — Лейброк
- 1973 — Здесь наш дом — Гаврила Романович Полуэктов
- 1973 — Москва — Кассиопея — академик Благовидов
- 1974 — Великий укротитель — отец Лены
- 1974 — Верный друг Санчо — дедушка Риты
- 1975 — Ксения, любимая жена Фёдора — начальник отдела кадров
- 1975 — Неожиданность (короткометражный) — клиент

### Телеспектакли
- 1953 — Лес — Иван Петрович Восьмибратов
- 1958 — Пучина — Пуд Кузьмич Боровцов

### Озвучивание
- 1969 — Цена — Уолтер Франк (роль Л. П. Галлиса)

### Участие в фильмах
- 1975 — Василий Меркурьев (документальный)

### Архивные кадры
- 2009 — Василий Меркурьев. Пока бьётся сердце (документальный)
- 2013 — Василий Васильевич Меркурьев (документальный)

## Награды и звания
- Заслуженный артист РСФСР (1947)
- Народный артист РСФСР (1955)
- Народный артист СССР (1960)

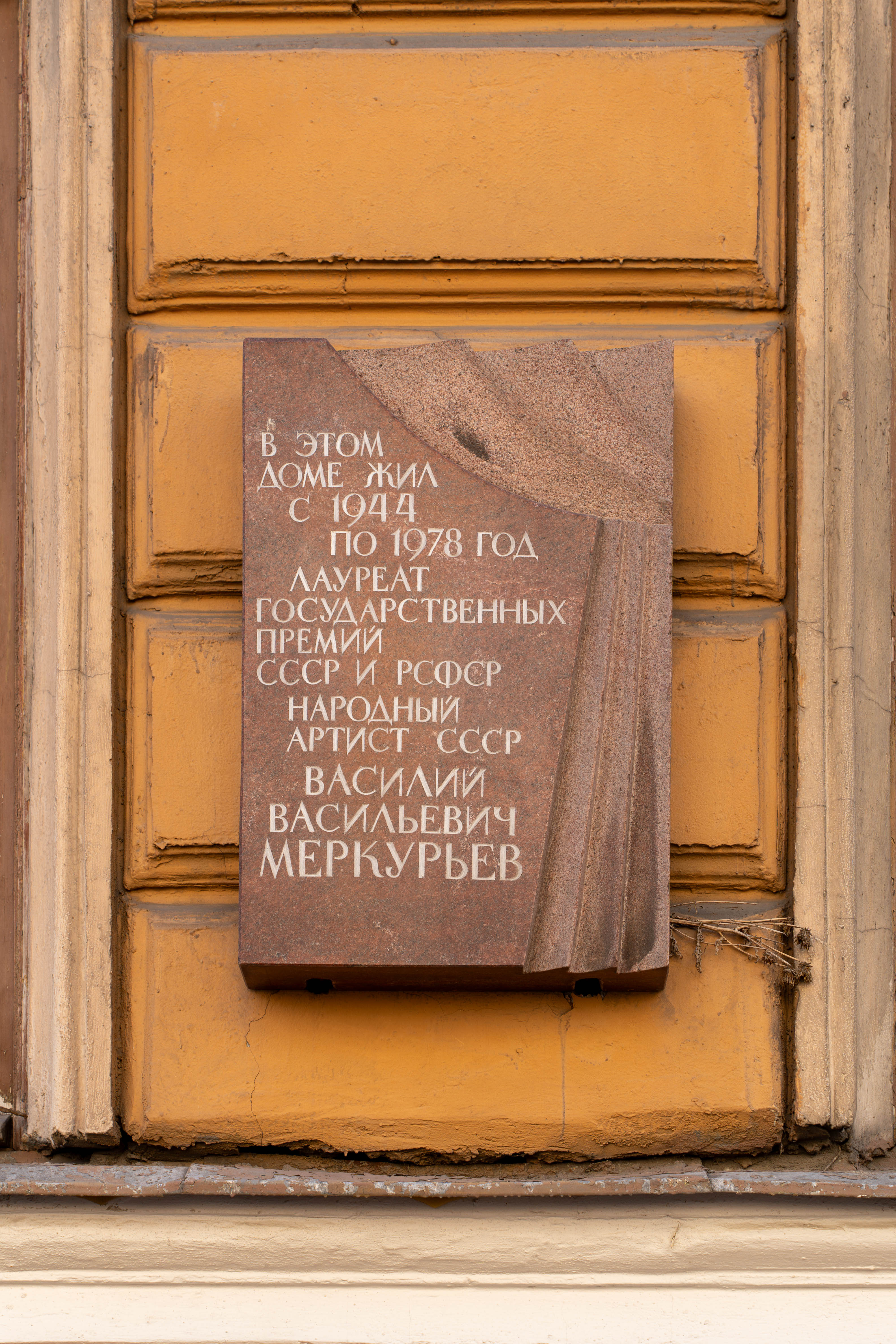
Мемориальная доска на доме 33-37 по улице Чайковского

- Сталинская премия второй степени (1947) — за исполнение роли Ульяныча в фильме «Глинка»
- Сталинская премия второй степени (1949) — за исполнение роли Степана Ивановича в фильме «Повесть о настоящем человеке»[24]
- Сталинская премия второй степени (1952) — за исполнение роли Горового в фильме «Донецкие шахтёры»
- Государственная премия РСФСР имени К. С. Станиславского (1979 — посмертно) — за исполнение роли Николая Николаевича Бурцева в спектакле «Пока бьётся сердце» Д. Я. Храбовицкого
- Орден Ленина (1974) — за большие заслуги в развитии советского театра и искусства и к 70-летию со дня рождения
- Два ордена Трудового Красного Знамени (1950, 1964)
- Медаль «За доблестный труд. В ознаменование 100-летия со дня рождения Владимира Ильича Ленина»
- Медаль «За доблестный труд в Великой Отечественной войне 1941—1945 гг.»
- Медаль «Ветеран труда»
- Медаль «В память 250-летия Ленинграда»

### Адреса в Санкт-Петербурге
- улица Чайковского, д. 33—37[25]

### Память
- Улица Меркурьева в Санкт-Петербурге[26].